# Błotne Siodło
Błotne Siodło (ok. 1125 m) – płytka przełęcz na północnych stokach Tatr Bielskich na Słowacji. Znajduje się w grani głównej Tatr pomiędzy Starą Jaworzynką (1505 m) na południu, a Małym Przysłopem (ok. 1165 m) po północnej stronie. Administracyjnie zlokalizowana jest na terenie słowackiej miejscowości Zdziar. Po wschodniej stronie przełęczy leży Dolinka Błotna (odgałęzienie Doliny Bielskiego Potoku), po zachodniej Dolinka Podspadzka (odgałęzienie Doliny Czarnego Potoku). Na przełęcz prowadzą drogi leśne: ze Zdziarskiej Przełęczy, z Doliny Średnicy przez Zdziarski Wierch (wschodni grzbiet Małego Przysłopu), z Dolinki Błotnej (końcowy fragment wspólny z poprzednią drogą) i ze Strzystarskiego Żlebu. Przełęcz jest jednak niedostępna dla turystów, ponieważ leży w granicach TANAP-u i nie prowadzą przez nie żadne znakowane szlaki turystyczne. Na przełęczy znajduje się składnica drewna wykorzystywana przy pracach leśnych.
Błotnego Siodła brak w Wielkiej encyklopedii tatrzańskiej. Nazwę przełęczy wprowadził Władysław Cywiński,  w 4 tomie szczegółowego przewodnika Tatr.

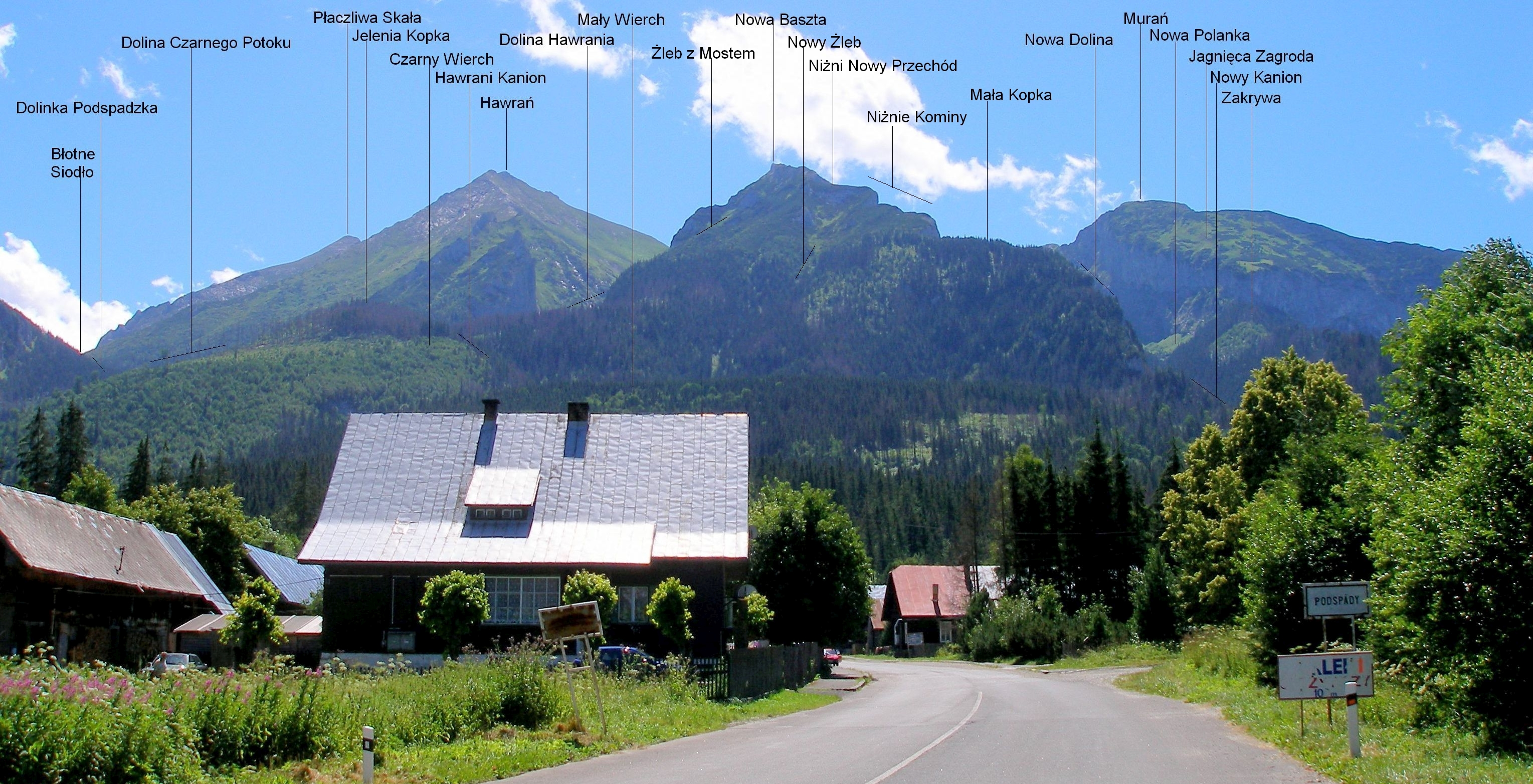
Widok z Podspadów